# When I’m Gone (песня Алессо и Кэти Перри)
«When I’m Gone» — песня шведского диджея Алессо и американской певицы Кэти Перри, выпущенная 29 декабря 2021 года на лейбле 10:22 PM в преддверии открытия концертной резиденции Перри Play в Лас-Вегасе.

## Релиз и продвижение
15 декабря 2021 года Алессо и Перри анонсировали песню и опубликовали небольшой фрагмент песни и музыкального видео через свои аккаунты в социальных сетях. Песня была выпущена 29 декабря 2021 года, в тот же день, когда Перри начала свое выступление в Лас-Вегасе.
Перри исполнила песню вместе с «Walking on Air» на своей резиденции Play во время новогодней прямой трансляции CNN. Премьера официального музыкального видео состоялась 10 января 2022 года на ESPN во время шоу в перерыве национального чемпионата по футболу среди колледжей 2022 года .

## Чарты
| Чарт (2021–2022)                           | Высшая позиция |
| ------------------------------------------ | -------------- |
| Австралия (ARIA)                           | 96             |
| Бельгия/Валлония (Ultratop 50)             | 48             |
| Бельгия/Фландрия (Ultratop 50)             | 32             |
| Великобритания (OCC UK Dance)              | 15             |
| Великобритания (OCC UK Singles)            | 49             |
| Венгрия (Single Top 40)                    | 22             |
| Мир (Billboard Global 200)                 | 82             |
| Европа (Billboard Euro Digital Song Sales) | 14             |
| Ирландия (IRMA)                            | 59             |
| Канада (Billboard Canadian Hot 100)        | 54             |
| Канада (Billboard CHR/Top 40)              | 31             |
| Канада (Billboard Hot AC)                  | 27             |
| Нидерланды (Dutch Top 40)                  | 19             |
| Нидерланды (Single Top 100)                | 61             |
| Новая Зеландия (RMNZ Hot Singles)          | 5              |
| Польша (Polish Airplay Top 100)            | 23             |
| Россия (TopHit)                            | 40             |
| Словакия (Rádio — Top 100)                 | 25             |
| США (Billboard Adult Pop Airplay)          | 17             |
| США (Billboard Hot 100)                    | 90             |
| США (Billboard Hot Dance/Electronic Songs) | 4              |
| США (Billboard Pop Airplay)                | 25             |
| Хорватия (HRT)                             | 4              |
| Чехия (Rádio — Top 100)                    | 46             |
| Швеция (Sverigetopplistan)                 | 91             |